# Головина (Томская область)
Головина́ — деревня Заречного сельского поселения Томского района Томской области России.

## География и транспорт
Через деревню протекает река Жуковка, а по соседству находится Тимирязевская лесная дача.
Деревня находится в 14 км от Томска и в 17 км (по прямой — 7 км) от центра поселения — села Кафтанчиково.
Пассажирское сообщение отсутствует. Улучшенная автодорога связывает деревню с соседним селом Кисловка (7 км), откуда существует устойчивое автобусное сообщение с Томском.

## Население
| 2002 | 2008 | 2009 | 2010 | 2011 | 2012 | 2013 |
| ---- | ---- | ---- | ---- | ---- | ---- | ---- |
| 37   | ↘36  | ↘32  | ↘29  | ↗33  | ↗40  | ↗45  |
| 2014 | 2015 | 2021 |      |      |      |      |
| ↗51  | ↗55  | ↗235 |      |      |      |      |

Проживающее население занято работой в городе, садоводством на своем личном подворье. Расположенный рядом с деревней спортивный аэродром ДОСААФ предлагает совершать учебные прыжки с парашютом круглый год. Дачное население увлекается кайтингом на снежных полях зимой и организует туристские маршруты и прогулки на квадроциклах летом (база-клуб «Зодиак»). 

## Социальная инфраструктура
- Улицы: Береговая, Гоголя, Пушкина, Речная, Садовая, Светлая, Совхозная, Цветочная.
- Магазин «Товары повседневного спроса».
- Спортивный аэродром Головино ДОСААФ.
- Услуги, предлагаемые членам загородного клуба здорового образа жизни: прокат квадроциклов, зимний кайтинг, загородный отдых (беседки, комнаты), баня с прорубью и спортзал единоборств.

Деревня является конечным пунктом разработанного самодеятельного туристского маршрута «К Эвересту Обь-Томского междуречья». Маршрут включает посещение деревни Берёзкино, Головино и осмотр с высоты лесопожарной вышки в пос. 86-й Квартал южной тайги. Из деревни Головино проложены маршруты для квадротуризма.

## Галерея

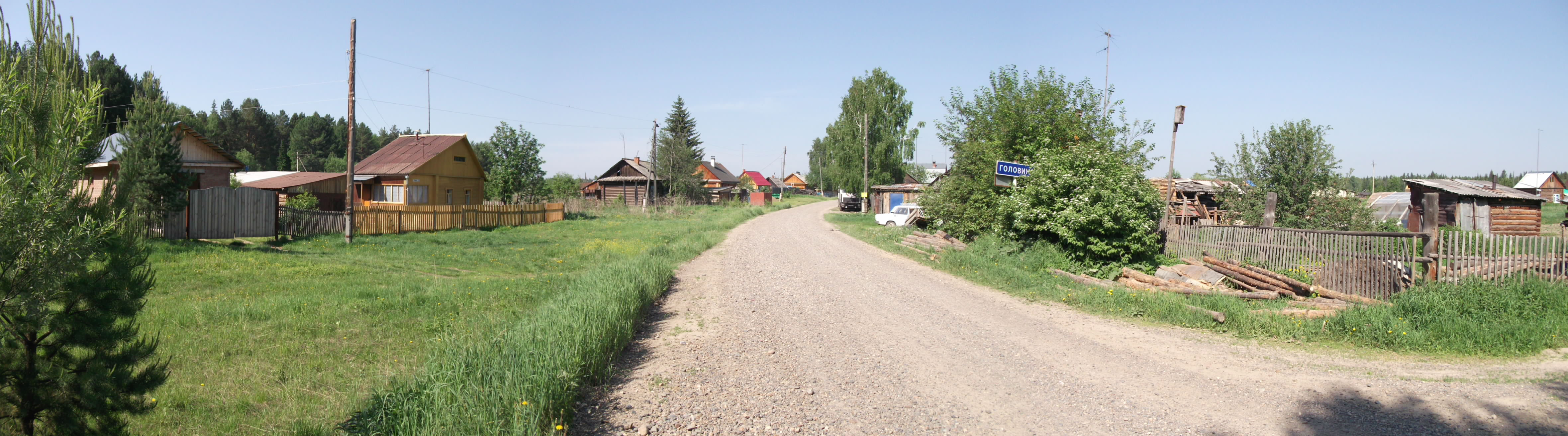
Въезд в деревню
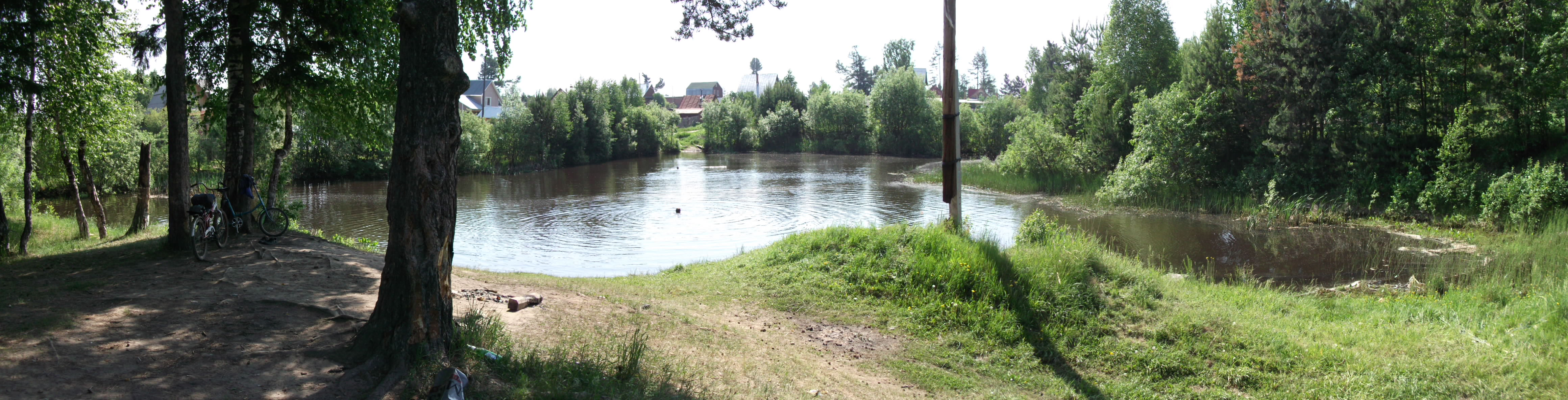
Пруд
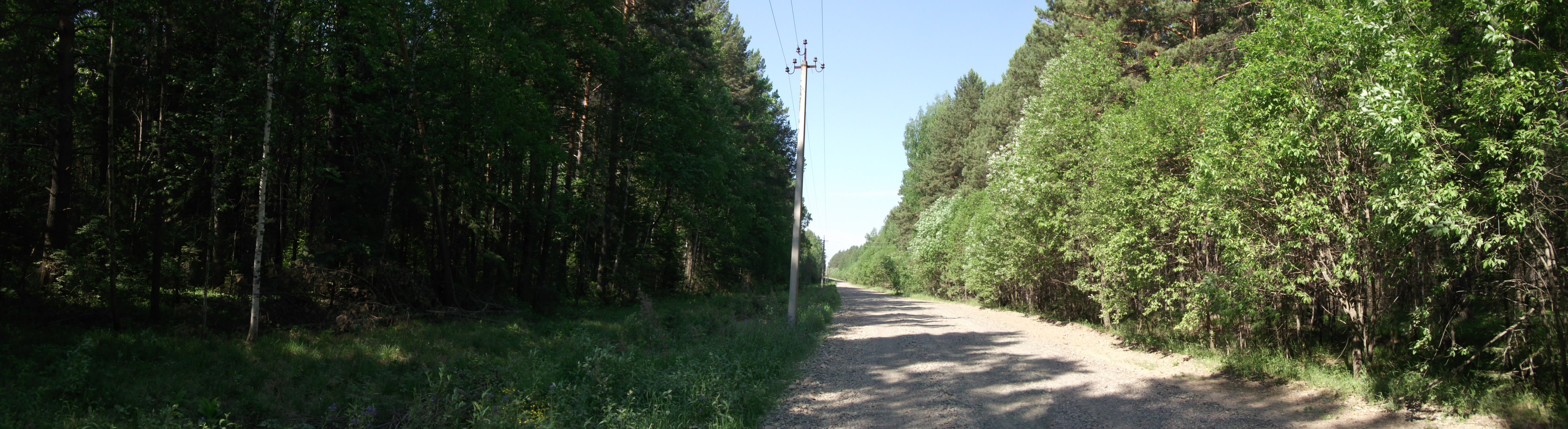
Дорога в деревню
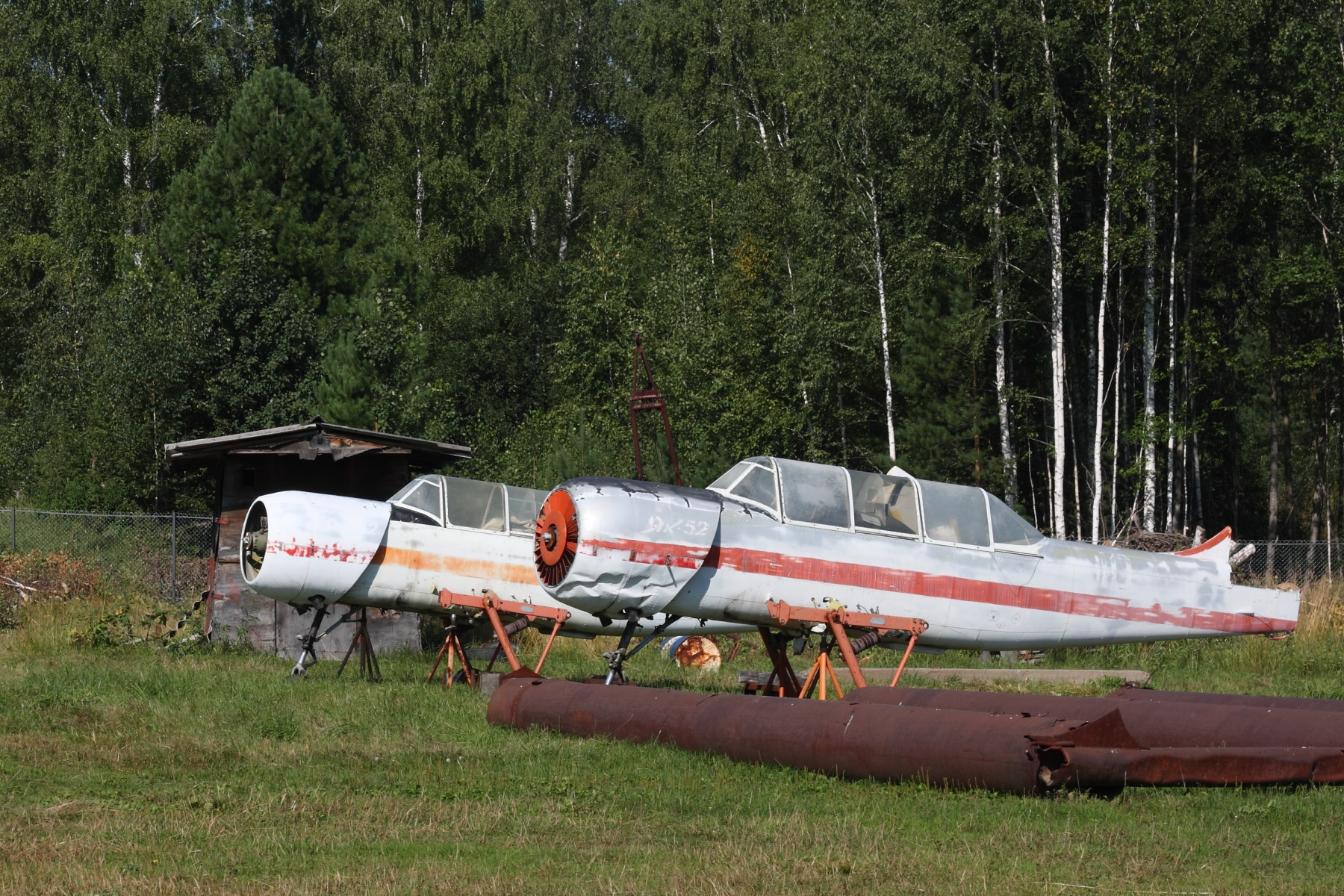
Аэродром Головино